# Радикал (теорія кілець)
В абстрактній алгебрі радикалом ідеалу {\displaystyle I\,} в комутативному кільці {\displaystyle R\,}, називається множина:
{\displaystyle {\sqrt {I}}=\{f\in R:\,\exists n\in \mathbb {N} \,\,f^{n}\in I\}}.
Ідеал, що збігається зі своїм радикалом має назву радикальний ідеал.

## Властивості
- Радикал ідеалу теж є ідеалом.

Нехай {\displaystyle P\;} деяке комутативне кільце, a {\displaystyle x,y\in P} два елементи, що належать радикалу ідеалу {\displaystyle I\,}. Нехай {\displaystyle m,n\in \mathbb {N} } такі, що {\displaystyle x^{m}=0\;} та {\displaystyle y^{n}=0\;}. З комутативності {\displaystyle x\;} і {\displaystyle y\;} можна використати формулу  бінома Ньютона для {\displaystyle (x+y)^{m+n}\;}:
{\displaystyle (x+y)^{m+n}=\sum _{k=0}^{m+n}{\binom {m+n}{k}}x^{k}y^{m+n-k}}
При {\displaystyle 0\leqslant k<m\;} маємо {\displaystyle m+n-k>n\;}, тоді {\displaystyle y^{m+n-k}\in I\;} і доданки, що відповідають тим індексам {\displaystyle k\;} рівні нулю. Однак при {\displaystyle k\geqslant m\;}, одержується {\displaystyle x^{k}=0\;}. Тобто всі доданки належать {\displaystyle I\,} і, зважаючи на замкнутість ідеалів щодо додавання, {\displaystyle x+y\;} є елементом радикалу {\displaystyle {\sqrt {I}}}.
Далі якщо {\displaystyle r\in R} — деякий елемент кільця і {\displaystyle a\in {\sqrt {I}}} — елемент радикалу такий, що {\displaystyle a^{n}=0\,}, тоді {\displaystyle (ar)^{n}=a^{n}r^{n}=0\,} тобто {\displaystyle ar\in {\sqrt {I}}}, що доводить твердження.
- Радикал ідеалу {\displaystyle I\,} рівний перетину всіх простих ідеалів, що містять {\displaystyle I\,}.(Див. статтю Простий ідеал).

## Приклади
Нехай {\displaystyle \mathbb {Z} } — кільце цілих чисел. 
1. Радикал  {\displaystyle 4\mathbb {Z} } чисел, що діляться на 4 рівний {\displaystyle 2\mathbb {Z} }.
2. Радикал {\displaystyle 5\mathbb {Z} } рівний {\displaystyle 5\mathbb {Z} }.
3. Радикал {\displaystyle 12\mathbb {Z} } рівний {\displaystyle 6\mathbb {Z} }.